# Чары гипотезы Пуанкаре
«Чары гипотезы Пуанкаре» (англ. The Spell of the Poincare Conjecture) — документальный фильм японского режиссёра Масахито Касуги, снятый телерадиокомпанией NHK в 2007 году.

## Сюжет
Показывается столетняя история попыток доказать гипотезу Пуанкаре — одну из важнейших математических проблем, названную институтом Клэя «задачей тысячелетия». После исторического экскурса в суть проблемы и ретроспективного взгляда на участие основных фигурантов предшествующих усилий в деле решения проблемы доказательства гипотезы — математиков Христоса Папакирьякопулоса, Вольфганга Хакена, Стивена Смейла, Уильяма Тёрстона — авторы дают слово людям, знающим близко Григория Перельмана, первого математика доказавшего гипотезу Пуанкаре, удостоенного медали Филдса и отказавшегося от неё, живущего уединённо на окраине Санкт-Петербурга и не идущего на контакт с представителями прессы и коллегами.

## В ролях
- Александр Абрамов
- Анатолий Вершик
- Александр Сергеевич Голованов
- Михаил Громов
- Брюс Кляйнер
- Джон Морган[англ.]
- Валентин Пуанеру
- Стивен Смейл
- Уильям Тёрстон
- Ган Тань[англ.]
- Вольфганг Хакен
- Джефф Чигер[англ.]
- Яков Элиашберг

## Съёмочная группа
- Режиссёр-постановщик: Масахито Касуга
- Оператор-постановщик: Итиро Харпути
- Художник: Хирофуми Курата
- Звукорежиссёр: Теруо Абе
- Свет: Казуката Хирукава
- Видеоинженер: Юки Конно
- Компьютерная графика: Йосукитсу Дате
- Продюсеры: Синия Иде, Хисатии Миура
- Монтажёр: Минору Мория

## Награды и номинации

### Награды
- Pierre-Gilles de Gennes Prize на международном фестивале научных фильмов Pariscience[фр.] (2008). Приз от Национального центра научных исследований во Франции за рассмотрение и распространение научных знаний через необычный сценарий фильма[2][4].
- Japan Prize (NHK)[англ.] в категории аудиовизуальной продукции (2008). Приз от губернатора Токио[5].

### Номинации
- Фильм-номинант на награду фестиваля научных фильмов под патронажем института Гёте (2008)[3].